# Brax (Alto Garona)
Brax (em occitano:  Brats) é uma comuna francesa na região administrativa da Occitânia, no departamento do Alto Garona. Estende-se por uma área de 4.42 km², com 2.836 habitantes, segundo o censo de 2018, com uma densidade de 640 hab/km².